# Sułowo (województwo warmińsko-mazurskie)

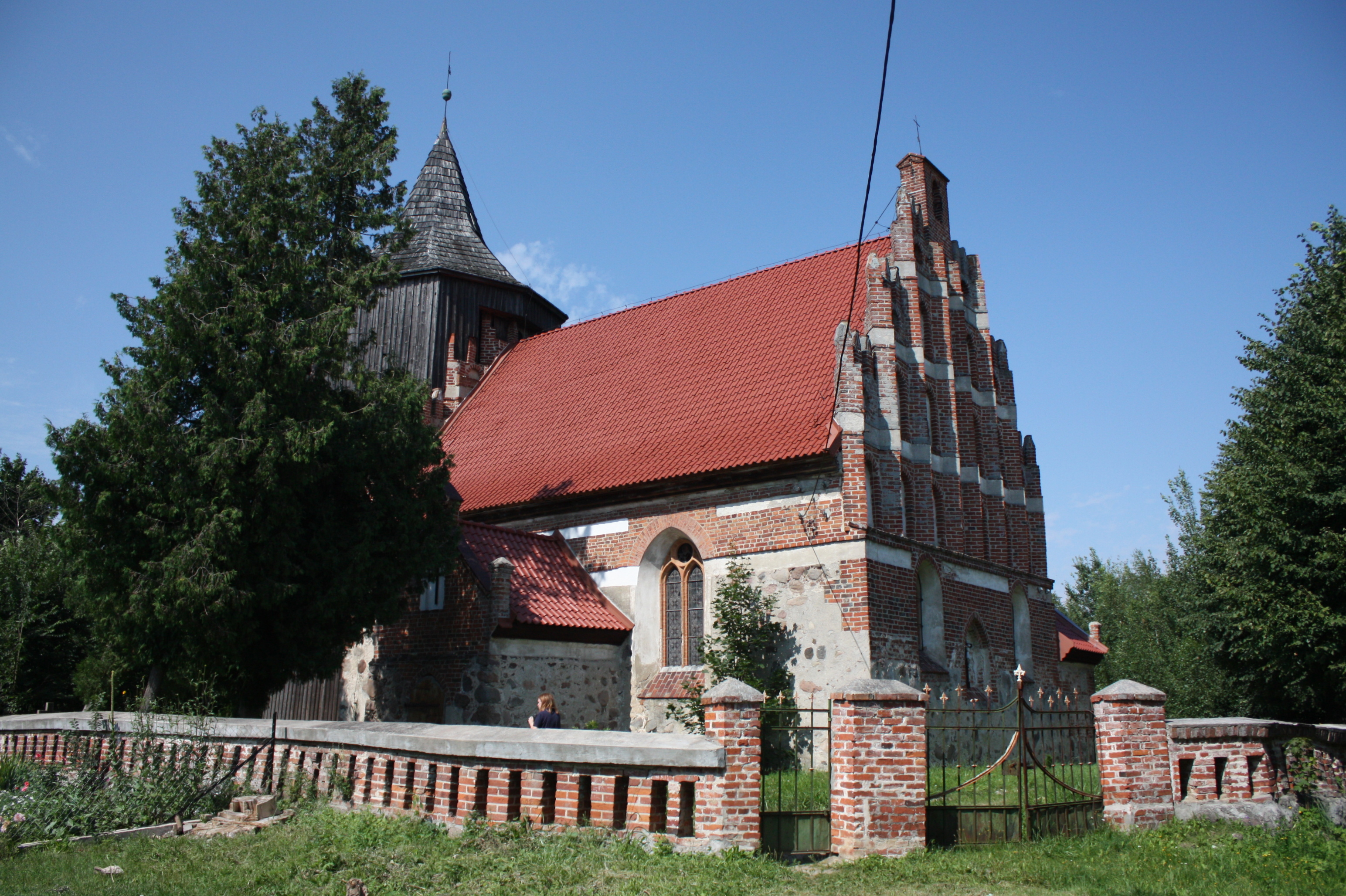
Gotycki kościół Podwyższenia Krzyża Świętego

Sułowo (niem. Schulen) – wieś w Polsce położona w województwie warmińsko-mazurskim, w powiecie bartoszyckim, w gminie Bisztynek.
Wieś znajduje się w historycznym regionie Warmia. W latach 1945–1959 w powiecie lidzbarskim, 1959–1972 w powiecie bartoszyckim, 1973–1975 w powiecie biskupieckim. W latach 1975–1998 miejscowość administracyjnie należała do województwa olsztyńskiego.

## Historia
Wieś lokowana w 1335 r. przez biskupa warmińskiego Hermana z Pragi. Gotycki kościół parafialny pw. Podwyższenia Krzyża Świętego wybudowano w latach 1380–1400, drewnianą wieżę dopiero w 1700 r. Budynek kościoła był odnawiany w XIX w., wystrój wnętrza pochodzi z XVIII w.
W XVIII w. we wsi wykazywany był młyn.

## Zabytki
- gotycki kościół z końca XIV w., orientowany względem stron świata, murowany z cegły, salowy, przykryty stropem. Zwieńczenie ze szczytami schodkowo-sterczynowymi. Wieża drewniana o konstrukcji słupowej, oszalowana, z izbicą, wybudowana w 1700 r. Wyposażenie kościoła – barokowe.